# Comité des commissaires inspecteurs de la salle, du secrétariat et de l'imprimerie
Le Comité des commissaires inspecteurs de la salle, du secrétariat et de l'imprimerie est un comité de la Convention nationale institué le 1er octobre 1792 et composé de dix-huit membres.
Il fait suite aux Comité pour l'Inspection de la Salle, de 6 membres, et au Comité des Inspecteurs du Secrétariat et de l'Imprimerie, de 12 membres, organisés par le règlement de l'Assemblée législative du 18 octobre 1791 puis rassemblés en un Comité des commissaires-inspecteurs de la salle, des bureaux et de l'imprimerie.
Il est chargé de la surveillance des travaux de construction, de distribution et d'ameublement des comités et de tous les autres lieux dépendant du palais où siège la convention, des bureaux de poste de l'assemblée, du bureau établi pour la distribution de tous les projets de décrets et autres écrits, du bureau établi pour le recensement des scrutins, du bureau des inspecteurs des travaux (à qui est confiée la garde des mobiliers de la Convention), de l'inspection et de l'arrêt des comptes de l'Imprimerie nationale, du choix des fournisseurs et la commande des ouvrages nécessaires à son entretien, de l'organisation des moindres détails d'ordre matériel, éclairage, chauffage, service d'eau, etc. De même, après avis du président de l'assemblée, c'est lui donne qui donne les consignes à la garde et aux grenadiers-gendarmes de service pour la police des tribunes et des abords du palais. Dans le cadre de ces fonctions, les membres du comité sont astreints quotidiennement à la vérification de notes, l'examen de mémoires, l'ordonnancement à des fournisseurs, à l'imprimeur de la Convention, à des députés pour frais de mission. Le Comité des Inspecteurs nomme également à tous les emplois de commis ou de garçon de bureau des autres comités ou commissions, qu'il peut transférer de l'un à l'autre, sur demande des intéressés ou de sa propre initiative. De même, il peut provoquer l'avis du Comité des finances, s'il est saisi d'une demande d'augmentation de leurs gages, sur laquelle il statue en dernier,.
Parmi ses membres, on compte Jean-Baptiste Armonville, cardeur de laine, l'un des seuls ouvriers à siéger à la Convention.